# 重信郵便局
重信郵便局（しげのぶゆうびんきょく）は愛媛県東温市にある郵便局。民営化前の分類では集配普通郵便局であった。

## 概要
住所：〒791-0299 愛媛県東温市田窪333-2

## 沿革
- 1881年（明治14年）2月1日 - 田窪（たのくぼ）郵便局（五等）として開設[1]。
- 1885年（明治18年）10月16日 - 貯金取扱を開始。
- 1887年（明治20年）5月31日 - 廃止。
- 1907年（明治40年）3月20日 - 再設置。
- 1959年（昭和34年）8月1日 - 重信郵便局に改称[2]。
- 1961年（昭和36年）11月1日 - 横河原郵便局から集配業務を移管。
- 1964年（昭和39年）2月9日 - 横河原郵便局から電話交換および和文電報配達事務を移管。
- 1968年（昭和43年）2月24日 - 小野郵便局から和文電報配達業務を移管。
- 1971年（昭和46年）6月25日 - 電話交換業務を松山電話局に移管。
- 1983年（昭和58年）6月20日 - 愛媛大学病院内簡易郵便局の廃止に伴い、取扱事務を承継。
- 1984年（昭和59年）11月13日 - 和文電報配達業務を松山電報局に移管。
- 1993年（平成5年）4月1日 - 特定郵便局から普通郵便局に局種別改定。
- 1998年（平成10年）9月1日 - 外国通貨の両替および旅行小切手の売買に関する業務取扱を開始。
- 2007年（平成19年）10月1日 - 民営化に伴い、併設された郵便事業重信支店に一部業務を移管。
- 2012年（平成24年）10月1日 - 日本郵便株式会社発足に伴い、郵便事業重信支店を重信郵便局に統合。

## 取扱内容
- 郵便、印紙、ゆうパック、内容証明
- 貯金、為替、振替、振込、国際送金、国債、投資信託
- 生命保険、バイク自賠責保険、自動車保険、がん保険、引受条件緩和型医療保険
- ゆうちょ銀行ATM
- 「791-02xx」区域（松山市（松山市域の一部）、東温市（旧温泉郡重信町域））の集配業務
- ゆうゆう窓口

## 周辺
- 東温市役所
- 東温市中央公民館
- 東温市立図書館
- 愛媛県立しげのぶ特別支援学校
- 国道11号
- 重信川

## アクセス
- 伊予鉄道横河原線 田窪駅から南へ約400m（徒歩約5分）
- 伊予鉄バス 田窪停留所下車
- 松山自動車道 川内ICから西へ約4km
- 駐車場あり：7台